# O.F. Mossberg & Sons
La O.F. Mossberg & Sons, più semplicemente conosciuta come Mossberg, è un'azienda statunitense specializzata nella produzione di armi da fuoco.
Tra i suoi prodotti più conosciuti vi è il fucile a canna liscia Mossberg 500.

## Storia
L'azienda è stata fondata nel 1919 da Oscar Frederick Mossberg insieme ai suoi due figli, Iver e Harold.
La produzione iniziale consisteva solamente nella pistola a quattro canne "Brownie"; successivamente la produzione si è diversificata con lo sviluppo di una serie di modelli di fucili ad uso sportivo, venatorio e militare.

## Prodotti

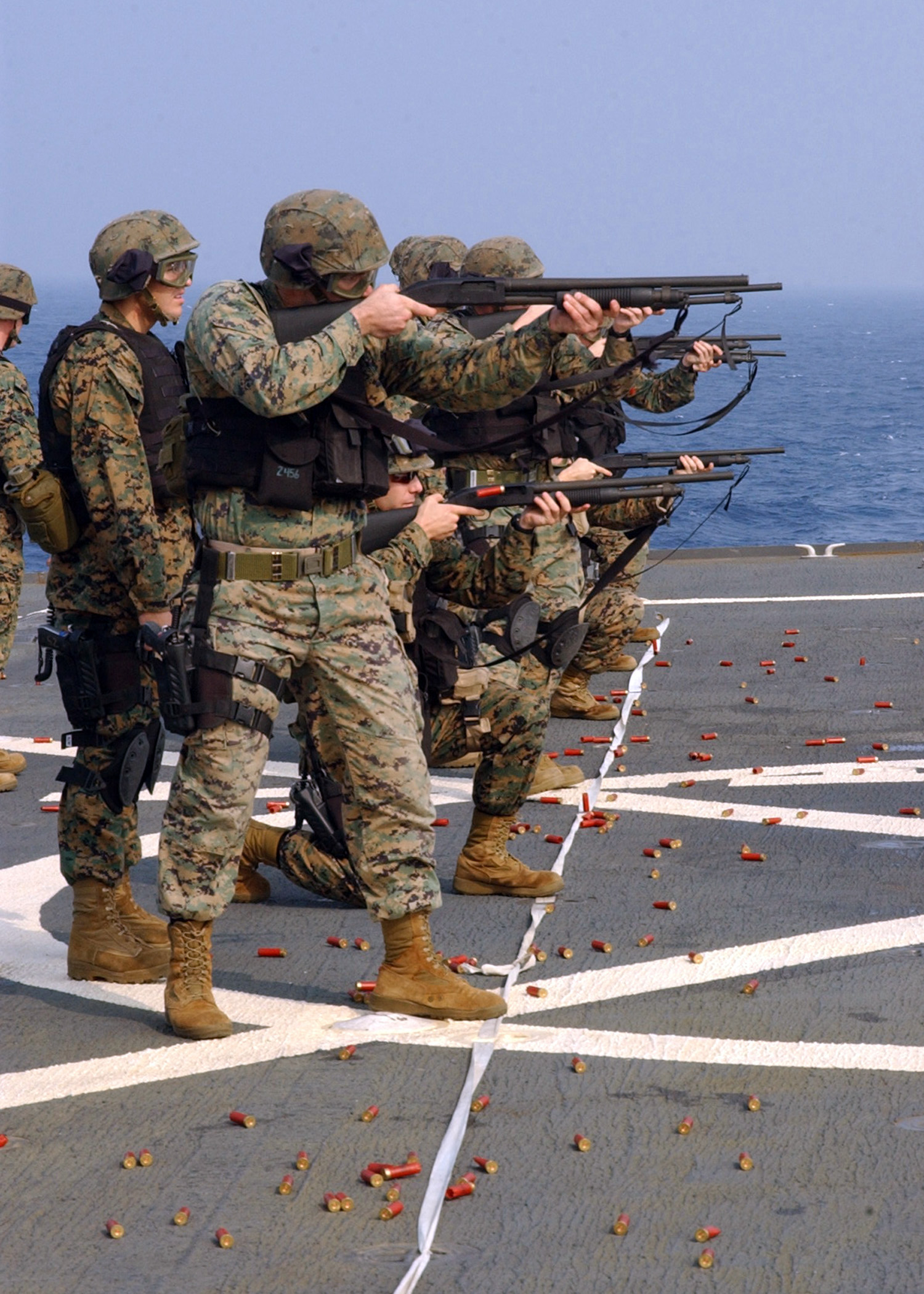
Sul ponte di una nave della US Navy, membri del corpo U.S. Marines assegnati alla nave, 7ª flotta, Fleet Anti-terrorism Security Team (FAST), 3º plotone, familiarizzano con il fucile M 590 della serie Mossberg 500 il 4 novembre 2004.

### Attuale

#### Pistole
- Mossberg 715P

#### Fucili a canna liscia
- Mossberg 500
  - Mossberg Maverick
- Mossberg 835
- Mossberg 930
- Mossberg SA-20

#### Fucili
- Mossberg 464
- Mossberg Patriot
- Mossberg MVP
- Mossberg MMR
- Mossberg Blaze
- Mossberg 715T
- Mossberg Plinkster

### Fuori produzione
- Mossberg Brownie
- Mossberg 100ATR
- Mossberg 183
- Mossberg 185
- New Haven 600
- Mossberg 144 LSA